# .mz
.mz — национальный домен верхнего уровня для Мозамбика, используемый в сети Интернет.

## Описание
Введён в 1992 году. Регистратор предоставляет возможность регистрировать поддомены для следующих доменов второго уровня: co.mz, net.mz, org.mz, ac.mz, gov.mz и edu.mz.
MZ также расшифровывается как: Manager Zone, Mobile Zone, Multi Zone, Marvel Zombies, Melt Zone, Military Zone, Micro Zoom, Multiple Zone, Master Zero и другие.
Основной регистратор — Университет имени Эдуарду Мондлане, академическая структура, специализирующаяся в сфере информационных технологий, занята обучением, прикладными и фундаментальными исследованиями и предоставлением услуг по поиску и внедрению методологий и решений, позволяющих расширить использование информационно-коммуникационных технологий.

## Аналитика
Всего доменов: 371
Делегированных доменов: 357
Доля делегированных доменов от общего количества: 96.23%
Самый старый домен: Регистратор не предоставляет данные о датах регистрации
Доменов с SSL-сертификатом: 73
Припаркованных доменов: 1
Доменов с почтовым сервером: 353
Доменов без сайта только с почтовым сервером: 30

## Системы управления сайтом зоны MZ
Распределение сайтов по самым популярным системам управления сайтов (CMS).
Всего доменов на популярных CMS: 91

Доля доменов на популярных CMS от общего количества: 24.53%
 Wordpress (82,42 %) Joomla (9,89 %) Wix (4,4 %) Drupal (2,2 %) Bitrix (1,1 %) Остальное (−0,01 %)
| Название системы | Процент использования |
| ---------------- | --------------------- |
| Wordpress        | 82.42%                |
| Joomla           | 9.89%                 |
| Wix              | 4.4%                  |
| Drupal           | 2.2%                  |
| Bitrix           | 1.1%                  |
| Остальное        | 0%                    |

## География хостинга
US (46,1 %) FR (20,21 %) MZ (9,93 %) DE (4,96 %) PT (4,61 %) NL (3,19 %) GB (3,19 %) FI (2,48 %) ZA (2,48 %) CA (1,77 %)

Большинство пользователей хостинга из US(United States). На втором месте идет FR(Франция). На третьем месте идет страна чьим собственно и является домен первого уровня - Мозамбик.
1. США 46.1%
2. Франция 20.21%
3. Мозамбик 9.93%
4. Германия 4.96%
5. Португалия 4.61%
6. Нидерланды 3.19%
7. Великобритания 3.19%
8. Финляндия 2.48%
9. Южная Африка 2.48%
10. Канада 1.77%